# Atena Itônia

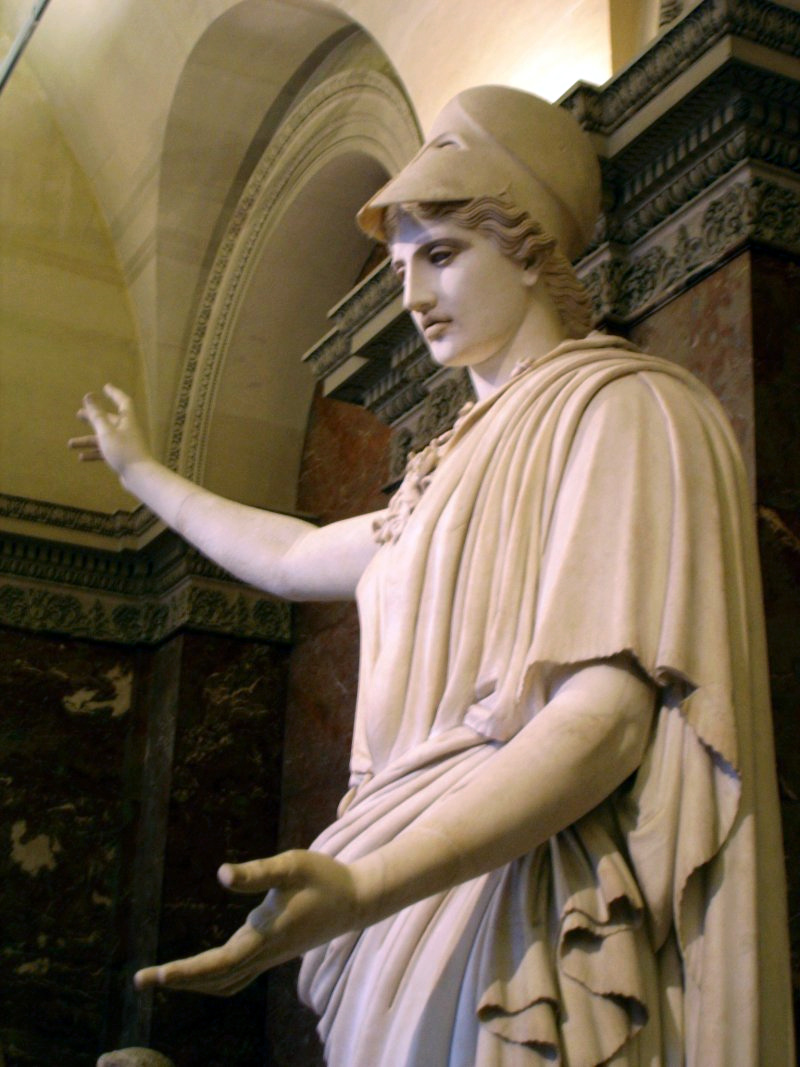
Uma das imagens de Athena, criada durante o século I, em mármore com 3 metros de altura, hoje no Museu do Louvre.

Atena Itônia era uma das formas pelas quais Atena era cultuada na Grécia Antiga, associada aos aspectos mais guerreiros da deusa.
No seu santuário localizado entre Feras e Larissa, Pirro dedicou as armaduras dos celtas, mercenários de Antígono Gónatas, que Pirro havia derrotado na Macedônia Superior e na Tessália. Pausânias, cerca de 400 anos depois,[carece de fontes?] registrou a inscrição de Pirro:
Pirro, o molosso, pendurou estes escudos
tomados dos ousados gauleses e dedicados à Itônia
Atena, quando ele destruiu a horda de
Antígono. Isso não é nenhuma surpresa, os
Aécidas são guerreiros agora, assim como eram antigamente 